# Frédéric Leclercq
Frédéric Leclercq är en fransk basist som tidigare var medlem i det brittiska power-metalbandet DragonForce. Han spelar bland annat i bandet Maladaptive och i Kreator.

## Band och projekt (urval)
- Hors Normes (fusion) – (1994–1996; 2000)
- Memoria (heavy metal, black metal) – (1997–1999; 2000–2001)
- Heavenly (power metal) – (2000–2004)
- DragonForce (power metal) – (2005–2019)
- Sinsaenum (blackened death metal) – (2016– )
- Kreator (thrash metal) – (2019– )

## Diskografi

### Heavenly
- Sign of the Winner (2001)
- Dust to Dust (2004)

### Maladaptive
- Maladaptive (Demo) (2005)

### DragonForce
- Ultra Beatdown (2008)
- Twilight Dementia (2010)
- The Power Within (2012)
- Maximum Overload (2014)
- In The Line of Fire... Larger Than Live (2015)
- Killer Elite (2016)
- Reaching into Infinity (2017)
- Extreme Power Metal (2019)

### Marc Hudson
- Starbound Stories (2023)

### Menace
- Impact Velocity (2014)

### Sinsaenum
- A Taste of Sin (EP) (2016)
- Sinsaenum (EP) (2016)
- Echoes of the Tortured (2016)
- Ashes (EP) (2017)
- Repulsion for Humanity (2018)

### Amahiru
- Amahiru (2020)

### Kreator
- Hate über alles (2022)

### Loudblast
- Burial Ground (2014)
- Manifiesto (2022)

### Gästframträdanden
- Northwind - Northwind (Demo) (2001); gästtangentbord
- Carnival in Coal - Prestige Collection (2005); gästgitarrer och bakgrundssång på "The Lady and the Dormant Sponge"
- Denied - Dawn (Demo) (Independent, 2006); gästgitarrer
- George Lynch's Soul of We - Let The Truth Be Known (2008); gästbas
- Jaded Heart - Perfect Insanity (2009); gitarrsolo på "Tonight" (krediterad som Frédéric "Fred" Leclercq)
- Sigh - Graveward (2015); gästgitarrer på "The Casketburner"
- PelleK - Covers Vol. 29 (Sammanställning) (2017); gästbas
- Once Human - Stage of Evolution (Live album) (2018); gästsång på "Davidian (Machine Head Cover)
- Diverse - Othercide (Original Game Soundtrack) (2020) (Sång "Child Song") (Pierre Le Pape)
- Angstskríg - Lucifer Kalder (Singel) (2020); gästgitarrer
- Rockin'bitch - Rockin'bitch (2020); (Sången "Woodman")
- Angstskríg - Skyggespil (2021); gästgitarrer på "Lucifer Kalder"
- Sepultura - Sepulquarta (2021); gästgitarrer på "Slaves of Pain" (krediterad som Fred Leclercq)
- Fishbach - Med ögonen (2022); gitarrsolo på "Nocturne"
- Sigh - Mayonaka no Kaii (singel) (2022); gästgitarrer och basar
- Sigh - Satsui - Geshi no Ato (singel) (2022); gästgitarrer och basar
- Sigh - Shiki (2022); gästgitarrer och bas på alla låtar

### Annat arbete
- Thomas Belin Quartet - Sounds & Hound (2021); mastering
- Mezcla - Vidas Suspendidas (2022); Arrangör och producent
- Warkings - Morgana (2022); författare